# سوزان سولومون
سوزان سولومون (انگلیسی: Susan Solomon؛ زاده ۱۹۵۶) یک شیمی‌دان اهل ایالات متحده آمریکا است.